# فرودگاه شلدن پوینت
فرودگاه شلدن پوینت (به انگلیسی: Sheldon Point Airport) یک فرودگاه همگانی با کد یاتا SXP است که یک باند فرود شن دارد و طول باند آن ۹۱۹ متر است. این فرودگاه در کشور ایالات متحده آمریکا قرار دارد و در ارتفاع ۴ متری از سطح دریا واقع شده است.